# Тиволи
Ти́воли (итал. Tivoli) — город в итальянской области Лацио (провинция Рим), на реке Анио, в 24 км к северо-востоку от Рима. Около 57 тыс. жителей. Главные достопримечательности: древнеримская вилла Адриана, замок папы Пия II (1458—1461), знаменитые вилла д’Эсте (XVI век) и Григорианская вилла (XIX век).
Покровителями города почитаются святые Лаврентий и Симфороза, празднование 10 августа.

## Расположение
Город, потерявший своё былое очарование из-за бомбардировок союзниками и последующей неконтролируемой застройки, в старину привлекал римлян живописным расположением на западном склоне Сабинских гор, откуда открывается бескрайний вид на Лацио, и близостью к огромным водопадам реки Анио. По свидетельству «Энциклопедического словаря Брокгауза и Ефрона»:

Там, где на выступе скалы находятся развалины круглого храма Весты, или Тибуртинской сивиллы, Анио некогда с грохотом низвергался в ужасную расщелину, а затем, после нового падения, в грот Нептуна. Но так как во время половодья река нередко отрывала часть своего берега и грозила подмыть скалу, на которой стоял храм, то Лев XII велел отвести её под Монте-Катилло посредством канала длиною в 271 м, оконченного в 1835 г., поэтому падение реки с высоты 96 м находится теперь немного подальше от города. Нептунов грот с 1835 г. почти совершенно обрушился.

## История
В древности Тиволи назывался Тибуром и соединялся с Римом Тибуртинской дорогой. Через Тибур проходили все дороги из Рима на восток Италии. По преданию, Тибур был основан в XIII веке до н. э. за одно поколение до Троянской войны двумя сыновьями или внуками Амфиарая, Катиллом и Корасом, и в честь их брата Тибурта получил своё наименование. По другому преданию, он был основан сикулами или сиканами, затем перешёл во власть пеласгов и наконец подчинился латинянам.
При господстве последних Тибур достиг значительной степени могущества как один из крупных городов Латинского союза и некоторое время соперничал с самим Римом. В 90 г. до н. э. жители Тибура получили римское гражданство. При Августе благодаря живописному положению сделался одним из любимых и модных местечек в Италии.
Вокруг Тибура многие состоятельные римляне имели виллы и возводили памятники личного благочестия. Помимо самого Августа, здесь живали Меценат, Гораций, Секст Проперций и Гай Валерий Катулл. В 273 г. в Тибуре была поселена пленная царица Зенобия. Город славился глиняными изделиями, фруктами, оливковым маслом, смоквами, каменоломнями (в которых добывался травертин, которым облицован Колизей); здесь существовал культ Геркулеса.
После разорения варварами Тиволи вернул часть былого благосостояния к X веку, получил от императора ряд привилегий и сохранял остатки былой вольницы вплоть до 1816 года. В XVI веке принадлежал дому д’Эсте.

## Зодчество
Имя Тиволи вписано золотыми буквами в историю архитектуры. Его античные руины принадлежат к числу наиболее значительных в Италии. Раскопки древних вилл начались в XVI веке и с тех пор велись почти непрерывно. Многие знаменитые античные статуи были обнаружены на вилле Адриана — самой крупной и роскошной императорской вилле из тех, которые сохранились (хотя бы и частично). Громадное хозяйство с дворцами, библиотеками, домиками для гостей, общественными банями и двумя театрами занимало долину, которая расстилается под холмом, где стоит город. Из других памятников того времени сохранились руины храма Геркулеса Победителя и ещё двух храмиков в самом городе, а также следы нескольких акведуков и сабинского имения Горация в округе.
В 1549 году кардинал Ипполито II д’Эсте поручил Пирро Лигорио выстроить в Тиволи изобилующую фонтанами виллу, которая и в настоящее время, несмотря на некоторое запустение, представляет собою один из великолепнейших садов эпохи Возрождения и (наряду с виллой Адриана) является памятником Всемирного наследия ЮНЕСКО. В 1920-х годах, а затем сразу после Второй мировой войны (вилла пострадала от бомбардировки) была осуществлена масштабная реставрация. В 2007 году парк получил премию «Самый красивый парк Европы».